# 支口街道
支口街道是中华人民共和国江苏省宿迁市宿城区下辖的一个街道办事处。
2017年12月21日，江苏省人民政府批复同意撤销双庄镇，以原双庄镇的探楚、支口、董坝、陆刘、康堡5个居委会区域设立支口街道，街道办事处驻董坝居委会境内，办公地址为宿支路100号。

## 行政区划
支口街道下辖以下村级行政区划单位：
董坝社区、陆刘社区、探楚社区、支口社区和康堡社区。